# Pardosa consimilis
Pardosa consimilis este o specie de păianjeni din genul Pardosa, familia Lycosidae, descrisă de Nosek, 1905.
Este endemică în Turcia. Conform Catalogue of Life specia Pardosa consimilis nu are subspecii cunoscute.